# Алексіс Ківі
Але́ксіс Кі́ві (фін. Aleksis Kivi; 10 жовтня, 1834 — 31 грудня, 1872) — фінський письменник та драматург.
Перший професійний фінськомовний письменник. Справжнє ім'я — Алексіс Стенвалл (Alexis Stenvall).
Разом з Мікаелем Аґріколою та Еліясом Льоннрутом є засновником фінської літератури національною мовою. Найвідоміші твори: роман «Семеро братів»; драма «Куллерво», 1864 — за мотивами фінських та карельських легенд (дали початок національної драматургії).

## Біографія
Алексіс народився в родині кравця. Предки письменника походили з давніх фінських родів Пеккола (по батьківській лінії) та Ханнула, Сімола і Маула (по материнській лінії). Після вивчення шведської мови у старого матроса у віці 12 років почав навчатись у школі. По закінченню — вступив до університету (у віці 23 років).
Слухав лекції в університеті в Гельсінгфорсі протягом кількох семестрів, пізніше зайнявся літературною роботою. У порівняно молодому віці психічно захворів і помер жебраком.
Ківі відомий як драматург, романіст, поет. Його п'єси — трагедія «Куллерво» (1864), комедії «Нуммісуутаріт» (Сільські чоботарі), за яку автор отримав державну премію, «Вінчання» (1866), трагедія «Втікачі» (1867), сільська п'єса «Ніч і день» (1864), драма «Леа» та інші поклали основу фінського національного театру.
1870 року вийшов великий роман Ківі «Сім братів», що став класичним у фінській літературі. Був відразу перекладений шведською і німецькою мовами. Тепер існує і український переклад (перекладач Олександр Завгородній).
Ківі написав дванадцять п'єс, один роман, а також декілька оповідань — чотирнадцять робіт за сім років.

## Увічнення пам'яті
- Пам'ятник Алексісу Ківі встановлений перед Національним театром в Гельсінкі, в Нурміярві, Туусула, Тампере та Турку. В Гельсінкі та Турку діють товариства з його ім'ям.
- Встановлено день пам'яті Ківі (10 жовтня) — загальнодержавне свято у Фінляндії (інша назва День фінської літератури).
- Будинок, у якому мешкав Ківі, реконструювали та перетворили в музей.
- Будинок письменника в Туусула, де він завершив життєвий шлях та його могила стали місцями паломництва.